# Campeonato Argentino M21 1993
El Campeonato Argentino de Menores de 21 de 1993 fue la primera edición del torneo para seleccionados M21 de las uniones regionales afiliadas a la Unión Argentina de Rugby. Se llevó a cabo entre el 18 y el 26 de septiembre de 1993. La fase final fue organizada por la Unión Cordobesa de Rugby con los encuentros disputándose en las instalaciones del Córdoba Athletic Club.
Los locales, la Unión Cordobesa de Rugby, se quedaron con la edición inaugural del torneo al vencer 16-9 en la final a la Unión de Rugby de Tucumán.

## Equipos participantes
Participaron esta edición doce equipos: once uniones provinciales y la Unión Argentina de Rugby, representada por el seleccionado de Buenos Aires.
| Equipo              | Unión                                                     |
| ------------------- | --------------------------------------------------------- |
| Buenos Aires        | Unión Argentina de Rugby                                  |
| Centro              | Unión de Rugby del Centro de la Provincia de Buenos Aires |
| Córdoba             | Unión Cordobesa de Rugby                                  |
| Cuyo                | Unión de Rugby de Cuyo                                    |
| Entre Ríos          | Unión Entrerriana de Rugby                                |
| Nordeste            | Unión de Rugby del Nordeste                               |
| Rosario             | Unión de Rugby de Rosario                                 |
| Salta               | Unión de Rugby de Salta                                   |
| San Juan            | Unión Sanjuanina de Rugby                                 |
| Santa Fe            | Unión Santafesina de Rugby                                |
| Santiago del Estero | Unión Santiagueña de Rugby                                |
| Tucumán             | Unión de Rugby de Tucumán                                 |

## Rueda preliminar
Al coincidir las fechas del torneo con la disputa del Campeonato de Menores de 21 de Buenos Aires, el seleccionado de Buenos Aires no presentó equipo y se les dio el partido contra la Unión de Rugby del Centro de la Provincia de Buenos Aires por perdido.
| 18 de septiembre | Entre Ríos | 19 - 11 | Rosario |  |  |

| 18 de septiembre | Santiago del Estero | 8 - 34 | Córdoba |  |  |

| 18 de septiembre | Santa Fe | 27 - 3 | Nordeste |  |  |

| 18 de septiembre | Centro | w.o. | Buenos Aires |  |  |

| 18 de septiembre | Salta | 26 - 40 | Tucumán |  |  |

| 18 de septiembre | San Juan | 17 - 38 | Cuyo |  |  |

## Semifinales
Las semifinales y finales del torneo fueron organizadas por la Unión Cordobesa de Rugby y se jugaron en la cancha del Córdoba Athletic Club, Córdoba.

### Grupo A
| Pos. | Equipos  | Partidos | Partidos | Partidos | Tantos | Tantos | Tantos | Pts. |
| Pos. | Equipos  | G        | E        | P        | PF     | PC     | DP     | Pts. |
| ---- | -------- | -------- | -------- | -------- | ------ | ------ | ------ | ---- |
| 1.°  | Córdoba  | 2        | 0        | 0        | 48     | 12     | +36    | 4    |
| 2.°  | Santa Fe | 1        | 0        | 1        | 31     | 33     | -2     | 2    |
| 3.°  | Cuyo     | 0        | 0        | 2        | 22     | 56     | -34    | 0    |

|  | Clasifica a final por 1° puesto. |
|  | Clasifica a final por 3° puesto. |
|  | Clasifica a final por 5° puesto. |

| 25 de septiembre | Córdoba | 18 - 5 | Santa Fe | Córdoba Athletic Club, Córdoba |  |

| 25 de septiembre | Santa Fe | 26 - 15 | Cuyo | Córdoba Athletic Club, Córdoba |  |

| 25 de septiembre | Córdoba | 30 - 7 | Cuyo | Córdoba Athletic Club, Córdoba |  |

### Grupo B
| Pos. | Equipos    | Partidos | Partidos | Partidos | Tantos | Tantos | Tantos | Pts. |
| Pos. | Equipos    | G        | E        | P        | PF     | PC     | DP     | Pts. |
| ---- | ---------- | -------- | -------- | -------- | ------ | ------ | ------ | ---- |
| 1.°  | Tucumán    | 2        | 0        | 0        | 69     | 3      | +66    | 4    |
| 2.°  | Entre Ríos | 1        | 0        | 1        | 41     | 28     | +13    | 2    |
| 3.°  | Centro     | 0        | 0        | 2        | 3      | 82     | -79    | 0    |

|  | Clasifica a final por 1° puesto. |
|  | Clasifica a final por 3° puesto. |
|  | Clasifica a final por 5° puesto. |

| 25 de septiembre | Entre Ríos | 41 - 0 | Centro | Córdoba Athletic Club, Córdoba |  |

| 25 de septiembre | Tucumán | 41 - 3 | Centro | Córdoba Athletic Club, Córdoba |  |

| 25 de septiembre | Tucumán | 28 - 0 | Entre Ríos | Córdoba Athletic Club, Córdoba |  |

## Finales
Final 1.° puesto
| 26 de septiembre | Córdoba | 16 - 9  | Tucumán | Córdoba Athletic Club, Córdoba         |                                        |
|                  |         | Reporte |         | Árbitro(s): José Ferreyra (Entre Ríos) | Árbitro(s): José Ferreyra (Entre Ríos) |

Final 3.° puesto
| 26 de septiembre | Santa Fe | 8 - 28 | Entre Ríos | Córdoba Athletic Club, Córdoba |  |

Final 5.° puesto
| 26 de septiembre | Cuyo | 78 - 7 | Centro | Córdoba Athletic Club, Córdoba |  |

| Bandera de la Provincia de Córdoba |
| Córdoba Campeón                    |
| Primer título                      |